# Province de Svay Rieng
La province de Svay Rieng ("manguiers alignés" en khmer) est une province du Sud-Est du Cambodge dont la capitale est la ville homonyme.

## Histoire
Depuis le début de l’ère chrétienne, la province a toujours été intégrée aux différentes entités territoriales dont le Cambodge se veut l’héritier (Fou-nan, Chenla et Empire khmer). Même si aucune découverte archéologique notable n’a été faite, celles des provinces voisines laissent à penser qu’elle était au moins un lieu de passage entre des centres importants.
Avec l’avènement à partir du VIe siècle du Chenla puis de l’empire khmer, le centre de décision se déplace plus à l’ouest, vers le Tonlé Sap et la région du bas-Mékong perd de son importance. La situation perdurera jusqu’au XVe siècle où, pour échapper à l’emprise de plus en plus manifeste des Siamois, les rois khmers quittent Angkor pour venir s’établir plus à l’est, à Oudong.

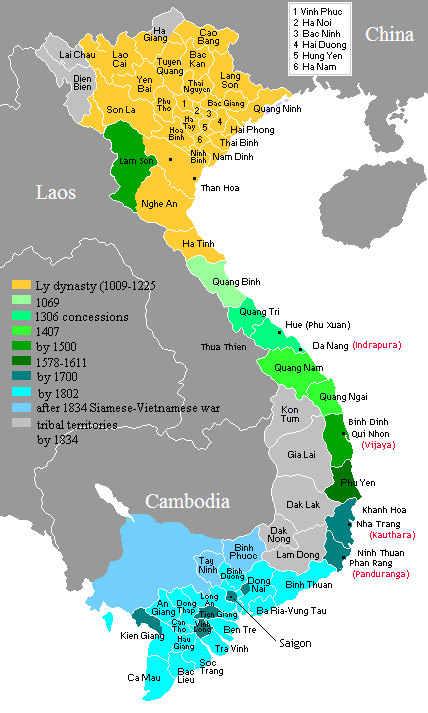
La progression vietnamienne vers le sud qui aboutira à faire de la province de Svay Rieng une zone frontalière.

Au même moment, à l’est, l’Annam s’affirme en tant que puissance régionale et s’immisce de plus en plus fréquemment dans les affaires du royaume khmer, tantôt pour épauler un souverain allié en difficultés, parfois pour déposer un autre dont les vues déplaisent à la cour de Hué. Ces interventions sont associées à l’installation de nouveaux colons puis l’annexion d’anciens territoires de l’empire khmer. Au milieu du XIXe siècle, la frontière avait ainsi reculé jusqu’aux portes de l’actuelle province de Svay Rieng, laissant présager que cette dernière allait devenir la prochaine victime de ces conquêtes.
Si l’arrivée des Français dans la région en 1859 allait freiner cette expansion, elle n’allait pas pour autant la stopper. Les nouvelles autorités coloniales procèdent à des « aménagements frontaliers » afin d’étendre les plantations de leur nouvelle colonie de Cochinchine. La frontière ne sera définitivement arrêtée qu’en 1914. La province récupère alors le district de Caï Cay, une des rares portions de territoire que le Cambodge regagne à l’est. Néanmoins, outre quelques révoltes contre la fiscalité que veut imposer le pouvoir colonial, les années du protectorat français seront marquées par un calme relatif qui perdurera les premières années qui suivent l’indépendance.

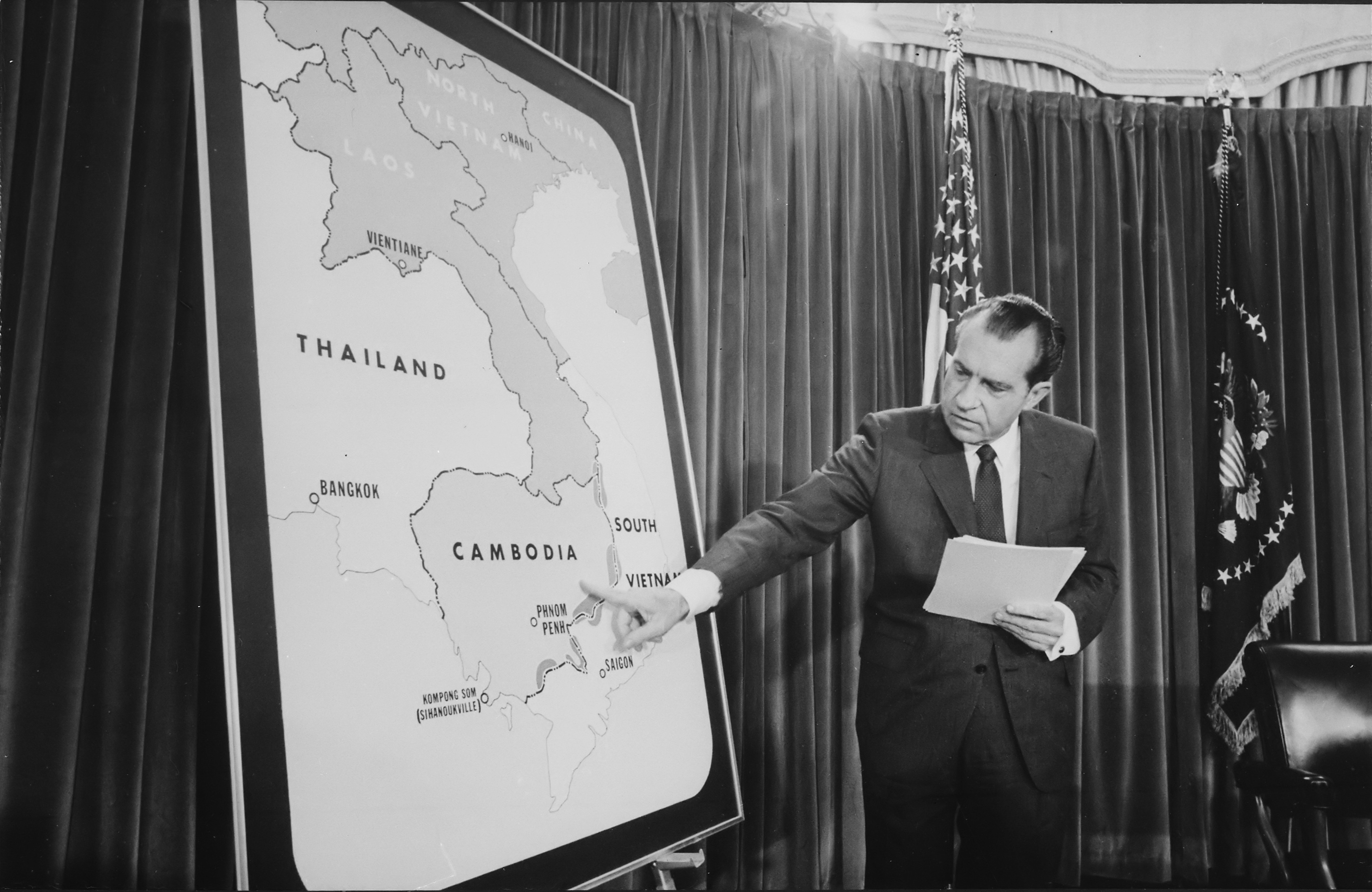
Le président américain Nixon indique lors d'une conférence de presse le 30 avril 1970 les positions supposées des bases du Việt Cộng pour justifier une opération militaire dans la province de Svay Rieng.

La situation changera au début des années 1960 avec le déclenchement de la guerre du Viêt Nam. Le Front national de libération du Sud Viêt Nam (FNL) multiplie les escarmouches avant de se replier du côté cambodgien de la frontière, provoquant des ripostes de l’armée sud-vietnamienne et leur cortège de dégâts que l’on n’appelait pas encore collatéraux envers la population civile. La situation s’envenimera jusqu’à provoquer une rupture des relations diplomatiques avec la République du Viêt Nam et les États-Unis et un rapprochement avec la Chine populaire et la République démocratique du Viêt Nam qui débouchera sur un accord pour faire transiter, moyennant commission, l’aide aux maquis par le territoire cambodgien. L’escalade se poursuivra avec, au début de 1970, la déposition du chef de l’État Norodom Sihanouk au profit d’un gouvernement ouvertement pro américain ; ce dernier ne pourra s’opposer à des opérations militaires d’envergure dans la province de Svay Rieng qui restera une zone de combat jusqu’au printemps de 1975, époque où les forces communistes prennent le pouvoir à Phnom Penh et à Saïgon.
À cette date, la province est renommée damban 23 et intégrée à la zone est du Kampuchéa démocratique qui est moins touchée que d’autres par les premières exactions khmères rouges. Mais cette situation ne dure pas et dès 1977 des combats s’engagent avec l’armée vietnamienne qui riposte, entraînant des purges massives  puis des désertions au sein des troupes de Pol Pot. La population, accusée de complicité avec les ennemis de la révolution voire de trahison, est déportée dans le nord-est, dans des contrées moins hospitalières et où elle subit des pertes effroyables de par le travail forcé et les privations en tout genre,.
En contrepartie, lors de l’offensive vietnamienne qui débute à la fin de 1978, la province, de par sa proximité avec la frontière, sera la première à être débarrassée du joug khmer rouge. S’ensuivra une période durant laquelle le régime installé à Phnom Penh était au moins à son début totalement inféodé à celui de Hanoï et ne pouvait lutter contre une immigration vietnamienne réelle ou supposée et se trouvait en position de faiblesse pour négocier des traités de frontière avec sa puissance tutélaire. Si les empiétements et les migrations semblent de nos jours avérés, le sujet est suffisamment sensible pour empêcher toute étude objective sur leur ampleur.
Les querelles de frontières se poursuivent et deviennent plus criantes à partir de 2000, quand des tractations débutent entre le Cambodge et le Viêt Nam pour fixer définitivement les limites entre les deux États. L’accord est finalement entériné le 10 octobre 2005, malgré les protestations de nombreux Khmers. La crise atteindra son paroxysme le 25 octobre 2009, quand Sam Rainsy, le principal opposant au gouvernement de Phnom Penh, pour protester contre le refus de prendre en compte ses réserves sur le tracé, déterre plusieurs bornes frontière près de Samraong, dans le district de Chanthrea. Ce geste qui se voulait symbolique lui vaudra un exil de trois années, mais les controverses iront en diminuant et la pose de la dernière borne pourra se faire en juin 2012.

## Géographie

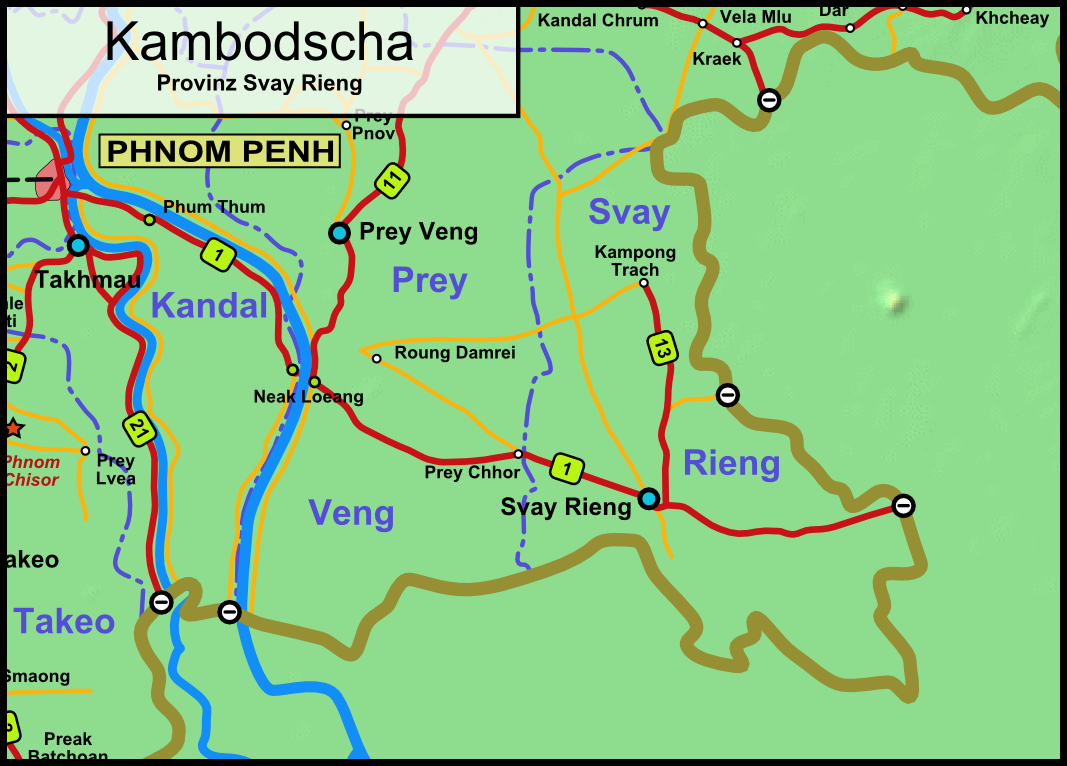
Carte de la province

La province est l’une des plus petites du pays. Elle est bordée à l’ouest par la province cambodgienne de Prey Veng ainsi que par ses homologues vietnamiennes de Tây Ninh au nord et à l’est ainsi que de Long An au sud. Elle est d’autre part traversée sur son axe sud-ouest sud-est par la Nationale 1 qui relie Phnom Penh à Hô Chi Minh-Ville et héberge une route secondaire, la Nationale 13, qui depuis Svay Rieng permet de rejoindre Kampong Trach, dans le district de Romeas Haek.
Elle accueille également deux postes frontières accessibles aux étrangers, à savoir ceux de Bavet-Mộc Bài et celui de Prey Lavea-Ben Heap, dans le district de Kampong Rou.
L’est, souvent surnommé le bec de canard ou du perroquet, se présente comme un avancée en territoire vietnamien alors qu’en fait, les régions environnantes étaient encore khmères au moins jusqu’au début du XIXe siècle.
La province se présente comme un ensemble de terres humides couvertes de rizières ou d’autres plantations ainsi que de multiples cratères, vestiges des bombardements de la guerre du Viêt Nam qui en outre ont eu raison de la plupart des forêts.

### Climat
Le Cambodge, comme ses voisins du sud-est asiatique bénéficie d’un climat de mousson tropical d’où l’on peut distinguer trois saisons :
|                   | Période         | Températures |
| ----------------- | --------------- | ------------ |
| Saison des pluies | Mai à octobre   | 24 à 32 °C   |
| Saison douce      | Novembre à mars | 24 à 32 °C   |
| Saison sèche      | Mars à mai      | 28 à 36 °C   |

Si la province semble épargnée par les tempêtes tropicales, elle subit néanmoins les caprices du Mékong qui inonde la plupart des terres arables la moitié de l’année.

### Division administratives
La province est subdivisée en 6 districts et 2 municipalités (Svay Rieng et Bavet).
| Code | District    | Khmer | Signification, | Communes |
| ---- | ----------- | ----- | --- | --- |
| 2001 | Chanthrea   | ចន្រ្ទា  | "lune", du sanskrit ćandra | Bati, Chantrea, Chres, Me Sa Thngak, Prasat, Prey Kokir, Samraong, Tuol Sdei |
| 2002 | Kampong Rou | កំពង់រោទ៍ | "port de Rou ; Rou signifie "rugir" | Banteay Krang, Nhor, Ksetr, Preah Ponlea, Prey Thum, Reach Montir, Samlei, Samyaong, Svay Ta Yean, Svay Toea, Thmei, Tnot                                                        |
| 2003 | Romdoul     | រំដួល   | "Popowia aberrans (Annonacées)", à fleurs très parfumées | Bos Mon, Thmea, Kampong Chak, Chrung Popel, Kampong Ampil, Meun Chey, Pong Tuek, Sangkae, Svay Chek, Thna Thnong                                                                 |
| 2004 | Romeas Haek | រមាសហែក | "tué (mot-à-mot, "déchiré") par un rhinocéros" ; la mort du fait d'un animal sauvage donne lieu à des périphrases, par exemple, on est "giflé" par un tigre | Ampil, Andoung Pou, Andoung Trabaek, Angk Prasrae, Chantrei, Chrey Thum, Doung, Kampong Trach, Kokir, Krasang, Mukh Da, Mream, Sambuor, Sambatt Mean Chey, Trapeang Sdau, Tras   |
| 2005 | Svay Chrom  | ស្វាយជ្រំ | "manguiers piétinés" ? | Angk Ta Sou, Basak, Chambak, Kampong Chamlang, Ta Suos, Chek, Chheu Teal, Doun Sa, Kouk Pring, Kraol Kou, Kruos, Pouthi Reach, Svay Angk, Svay Chrum, Svay Thum, Svay Yea, Thlok |
| 2006 | Svay Rieng  | ស្វាយរៀង | "manguiers alignés" | Svay Rieng, Prey Chhlak, Koy Trabaek, Pou Ta Hao |
| 2007 | Svay Theab  | ស្វាយទៀប | "manguiers bas" | Kokir Saom, Kandieng Reay, Monourom, Popeaek, Prey Ta Ei, Prasout, Romeang Thkaol, Sambuor, Sangkhoar, Svay Rumpea                                                               |
| 2008 | Bavet       | បាវិត   | "père Vet" | Bavet, Chrak Mtes, Prey Angkunh |

Ces 8 circonscriptions sont subdivisées en 80 khums (communes) et 690 phums (villages).

## Démographie
|                                            | Svay Rieng   | Svay Rieng   | Cambodge    | Cambodge    |
| 1998                                       | 2008         | 1998         | 2008        |             |
| Population totale                          | 478 252      | 482 785      | 11 437 656  | 13 388 910  |
| Croissance de la population 1998 - 2008    | 0,95 %       | 0,95 %       | 17 %        | 17 %        |
| Taux de la population rurale               | 96,45 %      | 96,47 %      | 82,29 %     | 80,47 %     |
| Densité de population                      | 161 hab./km2 | 163 hab./km2 | 64 hab./km2 | 75 hab./km2 |
| Sex-ratio (Nombre d'hommes pour une femme) | 0,889.       | 0,918        | 0,93        | 0,942       |
| Taille moyenne des foyers                  | 4,8 membres  | 4,2 membres  | 5,2 membres | 4,7 membres |

La province partage avec sa voisine de Prey Veng la plus faible progression de tout le pays. Cette stabilité est encore plus criante en milieu urbain où la population est passée de 16 901 habitants en 1998 à 17 054 en 2008. La raison semble en être la forte densité qui touche tout le sud-est cambodgien conjuguée à l’atonie du marché de l’emploi qui incite à l’exode les personnes en âge de travailler. Cette hypothèse est corroborée par la taille moyenne des foyers, là aussi la plus faible du pays où l’habitude de faire vivre plusieurs générations sous le même toit s’estompe plus rapidement qu’ailleurs. Enfin, le sex-ratio figure lui aussi parmi les plus bas du pays, sans qu’il ne soit possible de trouver de réelles relations de cause à effet.
Des données complémentaires émanent d'une étude du programme alimentaire mondial de 2004 :
|                                   |                                                               | Province Svay Rieng | Cambodge |
| --------------------------------- | ------------------------------------------------------------- | ------------------- | -------- |
| Âge                               | Population de moins de 5 ans                                  | 11 %                | 5,7 %    |
| Âge                               | Ratio de dépendance (<15 ans & > 65 ans / entre 15 et 65 ans) | 70 %                | 74 %     |
| Taux d'alphabétisation (> 15 ans) | Ensemble de la population                                     | 64 %                | 67 %     |
| Taux d'alphabétisation (> 15 ans) | Population féminine                                           | 54 %                | 60 %     |

La seule information notable concerne la proportion d’enfants de moins de 5 ans dans la population totale qui est quasiment le double de la moyenne nationale, mais qui n’influe toutefois que faiblement sur le ratio de dépendance. Les taux d’alphabétisation, pour leur part sont légèrement inférieurs à ceux observés au niveau du pays.

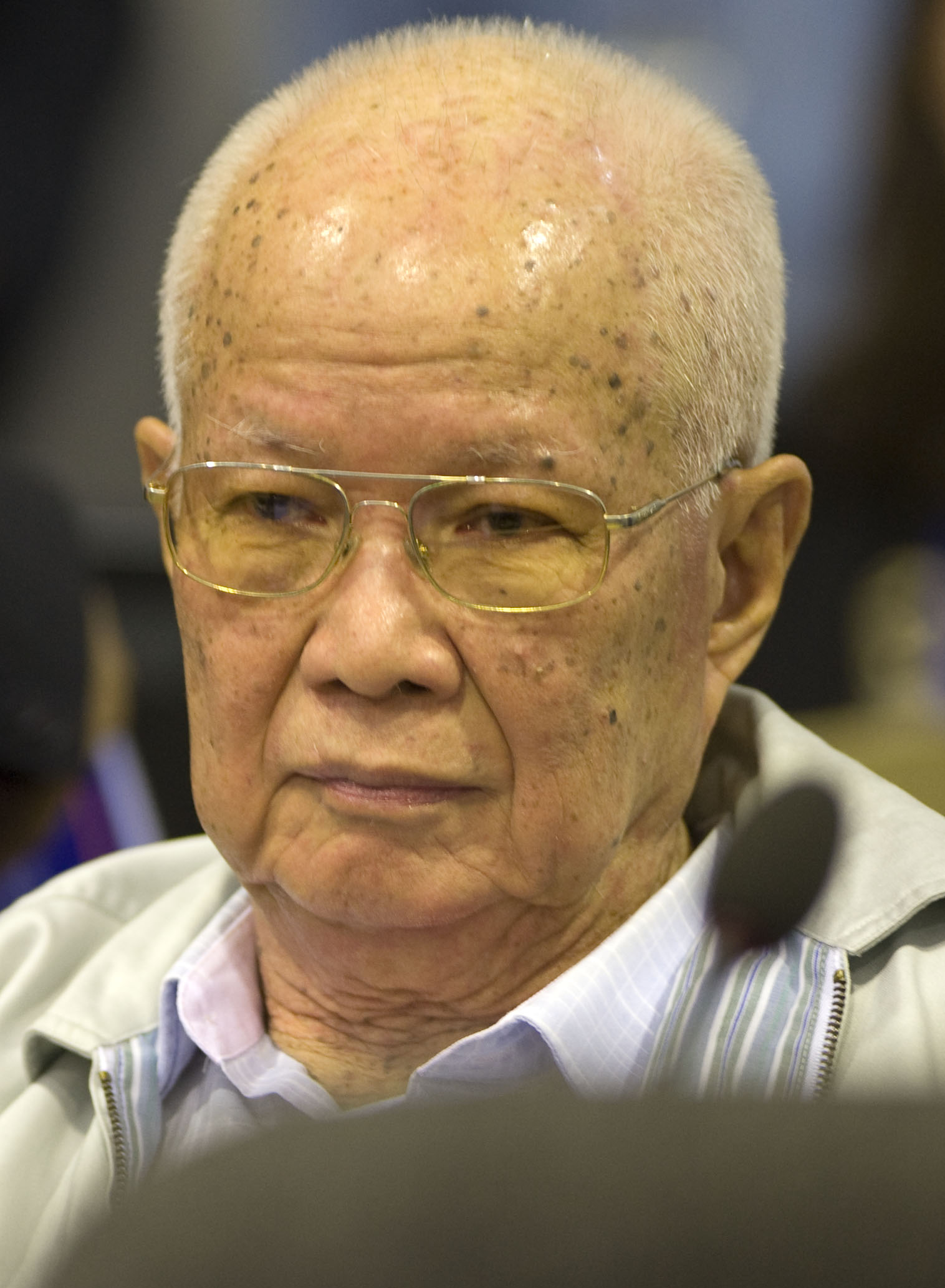
Khieu Samphân est né à Svay Rieng

## Personnalités originaires de la province
- Chea Sim (1932-2015) : président du Sénat de 1999 à 2015 et un des dirigeants du Parti du peuple cambodgien, au pouvoir de façon continue depuis 1979.
- Khieu Samphân : homme politique cambodgien, chef de l'État du Kampuchéa démocratique de 1976 à 1979.

## Santé
Là encore, les principales données proviennent de l'étude de 2004 du programme alimentaire mondial.
|                |                                                                                  | Province Svay Rieng | Cambodge |
| -------------- | -------------------------------------------------------------------------------- | ------------------- | -------- |
| Prénatalité    | Femmes enceintes ayant subi au moins un examen prénatal                          | 92 %                | 69 %     |
| Prénatalité    | Femmes enceintes vaccinées contre le tétanos                                     | 86 %                | 77 %     |
| Prénatalité    | Accouchements opérés avec du personnel médical                                   | 29 %                | 44 %     |
| Prénatalité    | Accouchements opérés dans une structure médicale                                 | 8 %                 | 22 %     |
| Mortalité      | Mortalité infantile (avant un an)                                                | 10,2 %              | 6,8 %    |
| Mortalité      | Mortalité infanto-juvénile (avant 5 ans)                                         | 13 %                | 8,6 %    |
| État sanitaire | Foyers disposant de toilettes                                                    | 9 %                 | 19 %     |
| État sanitaire | Foyers disposant d'une source d'eau potable à moins de 150 mètres de leur maison | 98 %                | 66 %     |

Si les taux de mortalité chez les plus jeunes sont sous la moyenne nationale, ils n’en demeurent pas moins inquiétants.  La cause principale serait la malnutrition, quand bien même des progrès ont été réalisés dans ce domaine : alors qu’en 2000 51,3 % des enfants de moins de 5 ans étaient touchés, le taux restait en 2005 à 35,4 %. Ces chiffres sont à rapprocher des 34 % des foyers ruraux qui disposent de moins d’un hectare de terres cultivables, surface minimale définie par le Programme alimentaire mondial pour couvrir les besoins alimentaires d’un ménage. Ces carences semblent également liées à la santé des futures mamans. À ce stade les chiffres indiquent une déficience en fer légèrement supérieure à la moyenne nationale alors que celle en iode est quant à elle largement supérieure. L’autre aspect critique concerne l’accès aux soins. Si les examens prénataux sont largement répandus, les accouchements se déroulant dans une structure médicale ou au moins en présence de personnel de santé restent marginaux.

## Économie
L’étude du programme alimentaire mondial déjà citée dans les chapitres Démographie et Santé donne là encore des informations sur le contexte spécifique de la province.
|                       |                                                                                  | Province Svay Rieng | Cambodge   |
| --------------------- | -------------------------------------------------------------------------------- | ------------------- | ---------- |
| Pauvreté              | Taux de foyers dans les deux plus faibles quintiles de la consommation nationale | 35 %                | 37 %       |
| Pauvreté              | Taux de foyers sous le seuil de pauvreté                                         | 33 %                | 32 %       |
| Pauvreté              | Seuil de pauvreté/revenu moyen                                                   | 67 %                | 49 %       |
| Emplois               | Employés du secteur primaire (agriculture, mines, pêche...)                      | 76 %                | 60 %       |
| Emplois               | Employés du secteur secondaire (industrie, construction...)                      | 10 %                | 13 %       |
| Emplois               | Employés du secteur tertiaire (services...)                                      | 13 %                | 25 %       |
| Emplois               | Employés travaillant moins de 10 jours/mois                                      | 35 %                | 29 %       |
| Biens fonciers        | Foyer rural ne possédant pas de terre à cultiver                                 | 6 %                 | 15 %       |
| Biens fonciers        | Foyer rural possédant moins d'un hectare                                         | 34 %                | 49 %       |
| Biens fonciers        | Foyer rural possédant entre 1 et 3 hectares                                      | 50 %                | 30 %       |
| Biens fonciers        | Foyer rural possédant plus de 3 hectares                                         | 9 %                 | 6 %        |
| Biens fonciers        | Superficie moyenne des exploitations agricoles (hectares)                        | 1,4                 | 1,2        |
| Riziculture           | Riz produit/besoins                                                              | 177 %               | 126 %      |
| Riziculture           | Communes dont la production de riz est excédentaire                              | 83 %                | 61 %       |
| Riziculture           | Riz produit/besoins chez les petits exploitants (moins de 0,5 hectare)           | 58 %                | 66 %       |
| Biens de consommation | Foyer rural ne possédant pas de terre à cultiver                                 | 6 %                 | 15 %       |
| Biens de consommation | Superficie moyenne des exploitations agricoles (hectares)                        | 1,4                 | 1,2        |
| Biens de consommation | Foyers possédant une maison en toit de chaume                                    | 38 %                | 34 %       |
| Biens de consommation | Foyers ne possédant pas de bétail                                                | 21 %                | 49 %       |
| Biens de consommation | Foyers ne possédant pas de cochon                                                | 21 %                | 54 %       |
| Biens de consommation | Nombre de foyers par véhicule automobile                                         | 70                  | 39         |
| Biens de consommation | Nombre de foyers par moto                                                        | 3,4                 | 5,4        |
| Biens de consommation | Nombre de foyers par charrette à traction animale                                | 9,8                 | 4          |
| Accessibilité         | Temps d'accès moyen au marché le plus proche                                     | 36 minutes          | 45 minutes |
| Accessibilité         | Distance moyenne de la route carrossable la plus proche                          | 2 km                | 3,8 km     |
| Accessibilité         | Temps d'accès moyen à la route carrossable la plus proche                        | 9 minutes           | 18 minutes |

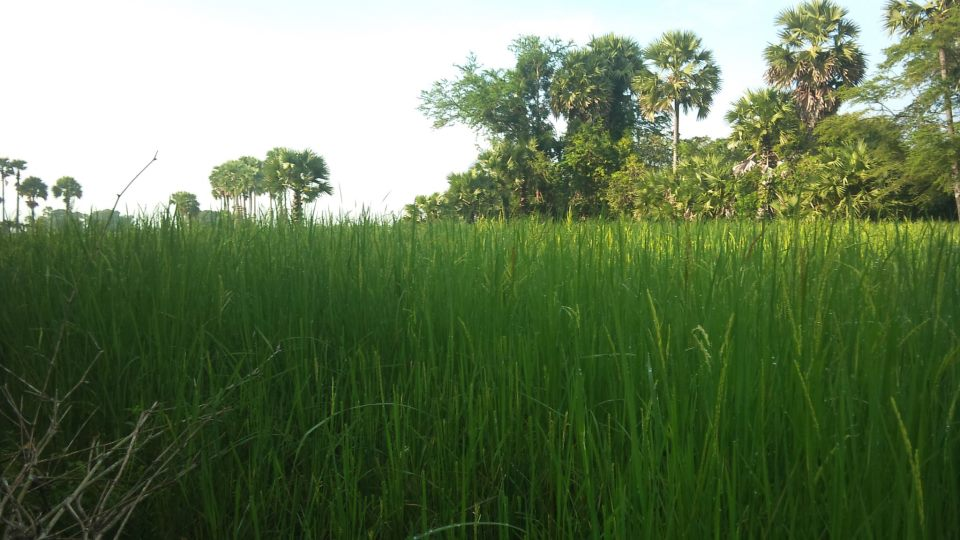
Une rizière, paysage typique de la province

Si les chiffres se rapportant aux indices de pauvreté sont alignés sur ceux au niveau national, ils n’en demeurent pas moins élevés, avec 1/3 de la population qui vit sous le seuil de pauvreté qui lui-même représente que 2/3 du revenu moyen d’un ménage. Concernant l’agriculture, qui constitue la principale activité de la province, si la production de riz, l’aliment de base cambodgien avec le poisson, dépasse les besoins de la population, une forte disparité existe quant à la taille des exploitations. Ainsi 6 % des foyers ruraux ne disposent d’aucune terre à cultiver alors que 34 % ont moins d’un hectare, la limite en dessous de laquelle le Programme alimentaire mondial estime que la production ne couvre pas les besoins alimentaires d’un foyer. En fait, seuls 9 % ont une propriété d’au moins 3 hectares, taille à partir de laquelle l’exploitant peut espérer tirer un revenu de ses récoltes. D’autre part, la majeure partie du riz n’est récolté que pendant les moussons. Seuls 6 % des foyers produisent du riz de saison sèche même si cette dernière période est propice à d’autres cultures telles le maïs, la jute, le tabac, le manioc, les haricots mungo ou d’autres légumes. Ainsi, alors que pendant les pluies seules 1 % des surfaces cultivables sont consacrées à ces autres plantations, le chiffre monte à 29 % pendant la saison sèche. Toutefois, la province reste largement tributaire de la riziculture, les autres cultures ne suffisant pas à couvrir les besoins de la population, créant des carences, notamment en fer ou en iode.
La répartition par secteur d’activité confirme la portion congrue à laquelle est reléguée l’industrie qui est essentiellement centrée sur quelques usines d’habillement qui travaillent pour l’export. Mais les autorités provinciales veulent profiter de la proximité avec le Viêt Nam pour développer des activités et ont notamment créé 3 zones économiques spéciales (Manhattan, Tai Seng et Dragon King). Toutefois, le démarrage reste timide et, sur les 15 054 sociétés enregistrées auprès de l’administration, seules 56 peuvent se prévaloir de plus de 50 employés.
Les services, quant à eux, sont concentrés sur le poste frontière de Bavet et dans la capitale provinciale qui a su profiter de son statut de première ville cambodgienne traversée par la nationale 1 dans le sens Hô Chi Minh-Ville vers Phnom Penh pour développer une activité de commerce de bien de consommation et où les transactions se font sur les marchés indifféremment en dollars américains, en đồngs vietnamiens ou en riels cambodgiens.

## Attractions et curiosités

### Ville de Svay Rieng

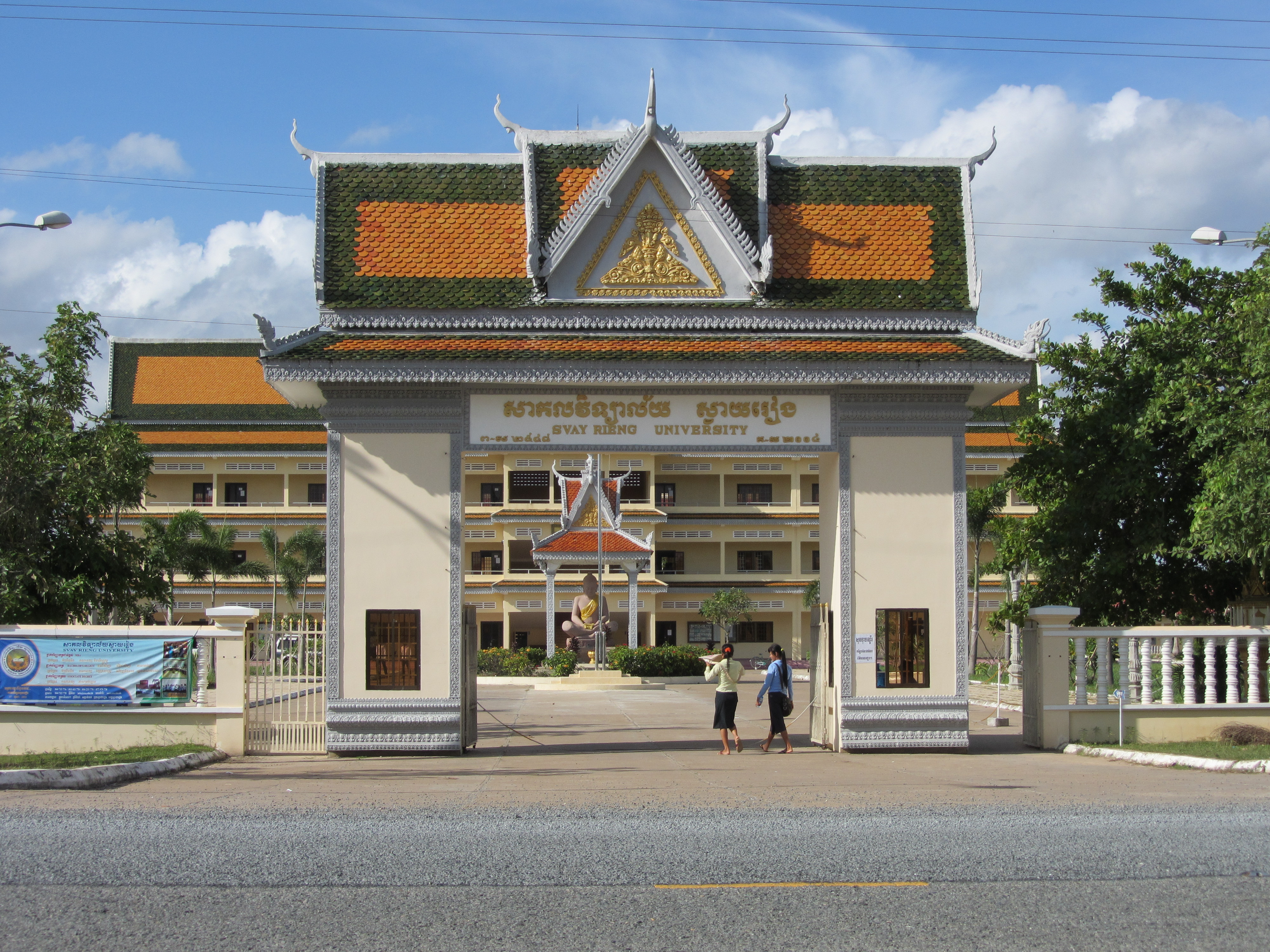
L'université de Svay Rieng

La capitale provinciale est située près de la rivière Waiko et les marais, résultats des méandres de ce cours d’eau offrent de nombreuses aires de détente prisées des voyageurs faisant une halte sur la route entre Phnom Penh et Hô-Chi-Minh-Ville.

### Bavet

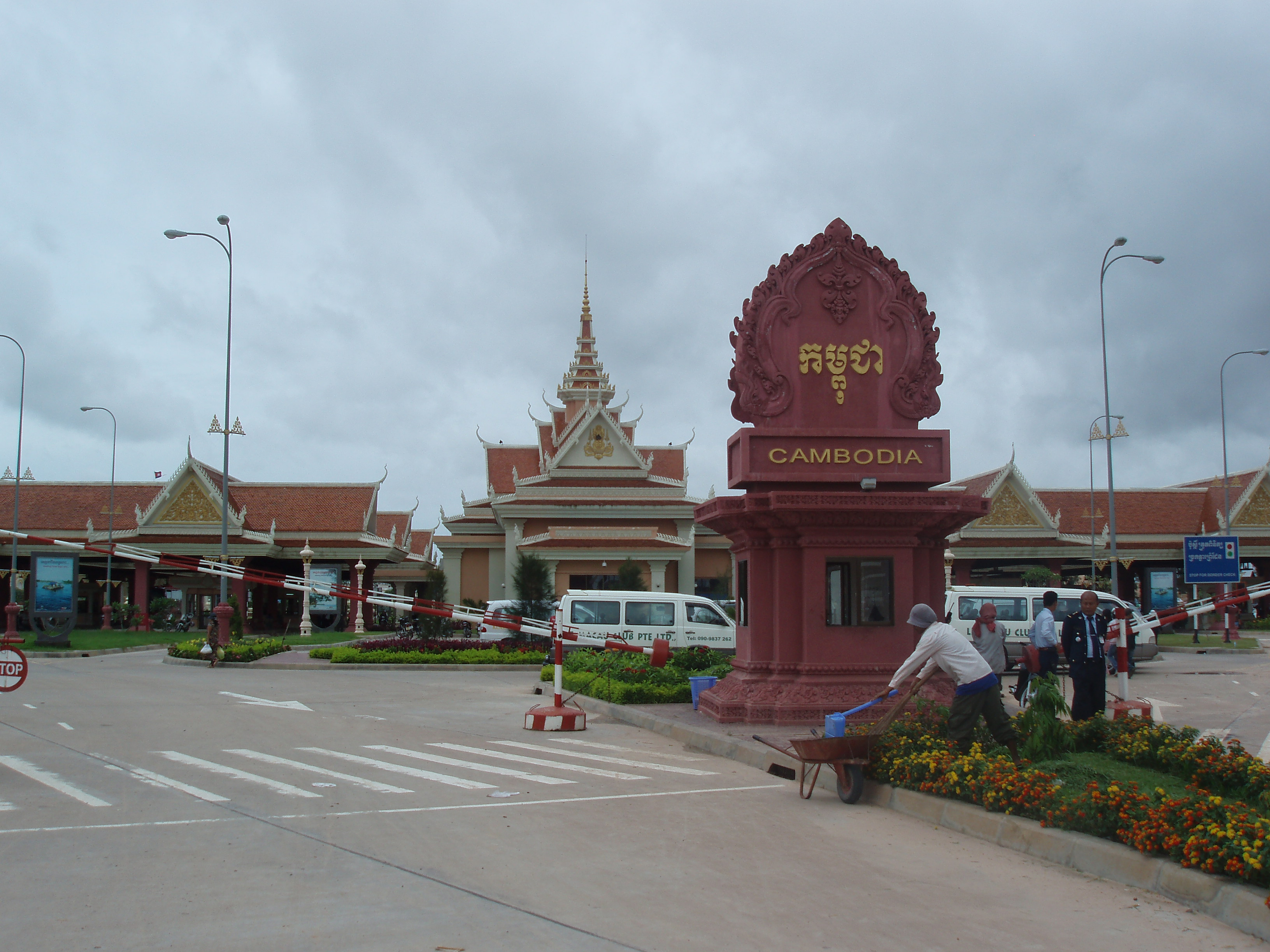
Le poste frontière de Bavet

Situé sur la Nationale 1 à moins de 50 kilomètres de la capitale provinciale, le poste frontière de Bavet est le principal point de passage entre le Cambodge et le Viêt Nam. Ses principales attractions sont des casinos proches de la frontière et un marché, le Psar Nat où s’échangent les biens entre les deux pays.
En décembre 2008, la commune de Bavet prend le statut de municipalité.

### Prey Ba Sak
La station de Prey Ba Sak est située à une petite dizaine de kilomètres au sud-est de la capitale provinciale. Elle est bordée au nord et à l’est par la rivière Waiko et par le village local au sud et à l’ouest. Elle est sur une colline au sommet de laquelle trônait un temple entièrement détruit par la guerre civile. Le site a depuis été réaménagé avec des statues devant lesquels les fidèles viennent des environs pour se recueillir durant les différentes fêtes qui accueillent également des touristes désireux de s’imprégner des us et coutumes du Cambodge. À noter que le site comprend également une des rares forêts de la province.